# 382 هـ
382 هـ هي سنة في التقويم الهجري امتدت مقابلةً في التقويم الميلادي بين سنتي 992 و993.

## أحداث
- وفد زيري بن عطية على أبو عامر المنصور بقرطبة، فانتهز ابن عمه يدو بن يعلى اليفرني الفرصة واستولى على فاس.

## مواليد
- ابن شهيد

## وفيات
- أبو أحمد العسكري
- أحمد بن منصور الشيرازي